# Litoria javana
A Litoria javana a kétéltűek (Amphibia) osztályának békák (Anura) rendjébe és a levelibéka-félék (Hylidae) családjába tartozó faj.

## Előfordulása
A faj földrajzi elterjedése még nem ismert. Eddig csak Indonézia Jáva szigetén figyelték meg.